# Allgemeine Zionisten
Die Allgemeinen Zionisten (hebräisch הַצִיּוֹנִים הַכְּלָלִיִּים haZijjōnīm haKlalijjīm) waren eine bürgerliche und säkulare Strömung innerhalb des Zionismus. Diese politisch gemäßigte Gruppierung, die am ehesten als liberal zu charakterisieren ist, wurde maßgeblich von Chaim Weizmann geprägt.

## Entstehung
Nach dem Tod Theodor Herzls 1904 spaltete sich die Zionistische Bewegung in religiöse, sozialistische und revisionistische Zionisten. Diejenigen Mitglieder des Zionistischen Weltkongresses, die nicht Mitglieder einer bestimmten Fraktion waren und über den Parteienkämpfen stehen wollten, wurden seither als Allgemeine Zionisten bezeichnet.

## Partei
1931 wurde während eines Kongresses in Krakau die Weltvereinigung der Allgemeinen Zionisten gegründet. Die „radikalen Zionisten“ in Polen unter der Führung von Jitzchak Gruenbaum schlossen sich dieser ebenfalls an. Diese Bewegung verzeichnete unter den Juden in Polen und weiteren europäischen Ländern großen Zulauf. Sie unterstützten zunächst die Idee des Zionismus, dazu aber auch europäische Mittelstandspositionen wie Privatbesitz und freie Marktwirtschaft.
Die Allgemeinen Zionisten in Palästina spalteten sich 1935 in eine eher linke Gruppe „A“, welche die Politik von Chaim Weizmann gegenüber Großbritannien im britischen Mandat sowie die Gewerkschaft Histadrut unterstützte, und eine eher rechte Gruppe „B“, welche sich der Politik Weizmanns entgegenstellte. Beide waren jedoch von Industriellen, Kaufleuten, Landbesitzern, Büroangestellten und Intellektuellen geprägt. Die rivalisierenden Gruppen vereinigten sich 1946 wieder zur Partei Allgemeine Zionisten.
Nach der israelischen Unabhängigkeit im Jahre 1948 spaltete sich der nach links tendierende Flügel wieder ab und bildete die Miflaga Progresivit (Progressive Partei). Der verbleibende Rumpf der Allgemeinen Zionisten bewegte sich, als Antwort auf die allgemeine politische Hegemonie der Regierungspartei Mapai und der sozialistischen Zionisten, politisch nach rechts. Die Partei wurde anschließend von Jisraʾel Rokach geführt, der von 1936 bis 1953 Bürgermeister von Tel Aviv war. Mit Chaim Weizmann wurde ein Allgemeiner Zionist 1949 erster Staatspräsident Israels.

## Knessetfraktion
In der Gründungsversammlung der Knesset, die am 14. Februar 1949 stattfand, hatten die Allgemeinen Zionisten sieben Sitze. Mapai erhielt 46 Sitze, Mapam 19, die Vereinigte Religiöse Front 15, Cherut 14 und die Progressiven 5 Mandate. Im Januar 1952 stimmten die Allgemeinen Zionisten gegen die Aufnahme von Reparationsverhandlungen mit der Bundesrepublik Deutschland, gemeinsam mit den Kommunisten, der linkssozialistischen Mapam und der revisionistisch-zionistischen Cherut von Menachem Begin.
Die Allgemeinen Zionisten waren die ersten 13 Jahre im israelischen Parlament vertreten, von 1951 bis 1955 stellten sie die zweitgrößte Fraktion der Knesset. Sie standen bis 1952 in Opposition zu den Regierungen David Ben-Gurions, die aus der linken Mapai und religiösen Parteien standen. Von 1952 bis 1955 waren die Allgemeinen Zionisten als kleinerer Koalitionspartner in den Kabinetten Ben-Gurion IV und Scharet I vertreten, sie stellten unter anderem mit Jisraʾel Rokach den Innenminister. Es folgten erneut Jahre in der Opposition.
Im Jahre 1961 vereinigten sich die Allgemeinen Zionisten mit der Miflaga Progresivit (Progressiven Partei) zur Miflaga Liberalit Jisreʾelit (Israelischen Liberalen Partei). Diese schloss sich 1965 mit der rechten Cherut zum Mitte-rechts-Bündnis Gachal, aus dem wiederum 1973 der Likud hervorging.